# NGC 316
NGC 316 — звезда видимой величины 13.9 в созвездии Рыбы. Открыта 29 ноября 1850 года Биндоном Стоуни.
Этот объект входит в число перечисленных в оригинальной редакции «Нового общего каталога». В каталоге туманностей и галактик объект оказался по ошибке. Имя открывателя в каталоге так же ошибочно, на самом деле звезду открыл один из ассистентов Уильяма Парсонса.